# Раух, Альфред де
Альфред де Рауш (Альфред фон Раух) (фр. Alfred Jean Nicolas de Rauch; 13 июня 1887 — 25 ноября 1985) — французский хоккеист.

## Биография
Альфред де Рауш, правнук доктора Егора Рауха и сын Альфреда фон Рауха (1853—1919), гвардии полковник в отставке, кавалер ордена Почетного легиона (Франция), родился в 1887 году в Варшаве, Польша.

### Спортивная карьера
Клуб
Альфред начал свою спортивную карьеру в 1908 году. В течение сезона 1911/1912 перешёл в клуб ХК Париж и стал чемпионом Франции.
Альфред смог продолжить участие в соревнованиях после первой мировой войны, во время которой был призван в армию.
Альфред де Рауш вместе с парижским клубом ещё три раза становится чемпионом страны в 1921, 1922 и 1926 году.
Закончил играть в 1932 году.
Сборная
В 1923 И 1924 годах участвовал в чемпионатах Европы, где завоевал, соответственно, серебряные и золотые медали, а на турнире 1924 года стал лучшим бомбардиром, забросив 7 шайб.
Альфред участвовал также на трёх Олимпиадах: на летней Олимпиаде 1920 года и на первых двух зимних Олимпиадах 1924 и 1928 года. На этих турнирах он был капитаном команды. На Олимпиадах был судьёй нескольких матчей.
Альфред де Раух закончил играть в 1932 году.

### Семья
16 декабря 1916 года женился на Мадлен де Раух, в будущем дизайнере высокой моды.